# San Ildefonso (Granada)
San Ildefonso es un barrio de Granada, España, que pertenecía al distrito Albaicín pero que actualmente pertenece al distrito Beiro. Está situado en la zona central de la ciudad. Limita al norte con el barrio de Cercado Bajo de Cartuja; al este, con el barrio de Haza Grande; al sur, con los barrios de Albaicín y Centro-Sagrario; y al oeste, con el barrio de Plaza Toros-Doctores-San Lázaro.

## Lugares de interés
- Iglesia de San Ildefonso
- Hospital Real
- Plaza del Triunfo.
- Parroquia de la Inmaculada
- Convento de padres Capuchinos.
- Hogar Fray Leopoldo.
- Cripta del Beato Fray Leopoldo de Alpandeire. Se considera a este fraile capuchino "El santo limosnero, el místico de la humildad".
- Colegio Público "Inmaculada del Triunfo".
- Cuartel Militar, situado en un antiguo convento exclaustrado, junto a Puerta Elvira.
- Parroquia de San Isidro.